# Virginia kormányzóinak listája
Ez a lista az Amerikai Egyesült Államok Virginia államának kormányzóit sorolja föl. Virginia (hivatalos angol nevén Commonwealth of Virginia) az Amerikai Egyesült Államok egyik alapító tagállama. Az USA délkeleti részén helyezkedik el, a történelmi Délen. Nevét I. Erzsébet angol királynőről, a „Szűz Királynőről” (the Virgin Queen) kapta. Virginia területe az Egyesült Államok európai telepesek által legrégebben lakott része. Hozzátartozik az a terület, amelyre először Sir Walter Raleigh 1584-es expedíciója során jutottak el európaiak. (Egy időben Bermuda is hozzá tartozott.) A függetlenségi háború idején egyike volt a Nagy-Britanniától elszakadó tizenhárom gyarmatnak. A függetlenségi háború idején Virginia igényt tartott a mai Wisconsin és Michigan egyes, tőle elcsatolt részeire is. Az állam „az elnökök anyja”-ként is ismert, mivel nyolc amerikai elnök született itt (George Washington, Thomas Jefferson, James Madison, James Monroe, William Henry Harrison, John Tyler, Zachary Taylor, Woodrow Wilson), több, mint bármely más államban. Az „államok anyjának” is hívják, mert több mai állam egyes területei eredetileg Virginia részei voltak, köztük Kentucky, Indiana, Illinois, Nyugat-Virginia és Ohio.
A kormányzói széket négy évre lehet elnyerni, s az adott személy egy terminus kihagyása után ismét választható lesz.
Jelenleg a 73. kormányzó, a Demokrata Párthoz tartozó Ralph Northam tölti be a tisztséget 2018. január 13. óta. A kormányzóhelyettes a szintén demokrata Justin Fairax.

## Párthovatartozás
| Párt                   | Kormányzók |
| ---------------------- | ---------- |
| Demokrata              | 40         |
| Republikánus           | 9          |
| Demokrata-republikánus | 15         |
| Whig                   | 6          |
| Föderalista            | 1          |
| Readjuster             | 1          |
| Független              | 1          |

## A Biztonsági bizottság elnöke
| # | Kép | Elnök            | Hivatali idő kezdete | Hivatali idő vége | Párt |
| - | --- | ---------------- | -------------------- | ----------------- | ---- |
| 1 |     | Edmund Pendleton | 1775. augusztus 16.  | 1776. július 5.   | FÜGG |

## Virgina szövetségi állam kormányzói
| Virgina kormányzóinak listája                                                            | Virgina kormányzóinak listája                                                            | Virgina kormányzóinak listája                                                            | Virgina kormányzóinak listája                                                            | Virgina kormányzóinak listája                                                            | Virgina kormányzóinak listája                                                            | Virgina kormányzóinak listája | Virgina kormányzóinak listája                                                            | Virgina kormányzóinak listája                                                            |
| Readjuster Föderalista Demokrata-Republikánus Whig Párt Demokrata Párt Republikánus Párt | Readjuster Föderalista Demokrata-Republikánus Whig Párt Demokrata Párt Republikánus Párt | Readjuster Föderalista Demokrata-Republikánus Whig Párt Demokrata Párt Republikánus Párt | Readjuster Föderalista Demokrata-Republikánus Whig Párt Demokrata Párt Republikánus Párt | Readjuster Föderalista Demokrata-Republikánus Whig Párt Demokrata Párt Republikánus Párt | Readjuster Föderalista Demokrata-Republikánus Whig Párt Demokrata Párt Republikánus Párt | Readjuster Föderalista Demokrata-Republikánus Whig Párt Demokrata Párt Republikánus Párt | Readjuster Föderalista Demokrata-Republikánus Whig Párt Demokrata Párt Republikánus Párt | Readjuster Föderalista Demokrata-Republikánus Whig Párt Demokrata Párt Republikánus Párt |
| #                                                                                        | Kép                                                                                      | Kormányzó                                                                                | Hivatali idő kezdete                                                                     | Hivatali idő vége                                                                        | Párt                                                                                     | Egyéb választott (szövetségi) tisztségei | Helyettes                                                                                | Helyettes                                                                                |
| ---------------------------------------------------------------------------------------- | ---------------------------------------------------------------------------------------- | ---------------------------------------------------------------------------------------- | ---------------------------------------------------------------------------------------- | ---------------------------------------------------------------------------------------- | ---------------------------------------------------------------------------------------- | --- | ---------------------------------------------------------------------------------------- | ---------------------------------------------------------------------------------------- |
| 1                                                                                        |                                                                                          | Patrick Henry                                                                            | 1776. július 5.                                                                          | 1779. június 1.                                                                          | FÜGG                                                                                     | | nem volt                                                                                 | nem volt                                                                                 |
| 2                                                                                        |                                                                                          | Thomas Jefferson                                                                         | 1779. június 1.                                                                          | 1781. június 3.                                                                          | FÜGG                                                                                     | Az Egyesült Államok-t képviselő miniszter Franciaországban (1785–1789) Az Egyesült Államok államtitkára (1790–1793) Az Amerikai Egyesült Államok 2. alelnöke (1797–1801) Az Amerikai Egyesült Államok 3. elnöke (1801–1809) | nem volt                                                                                 | nem volt                                                                                 |
| 3                                                                                        |                                                                                          | William Fleming                                                                          | 1781. június 3.                                                                          | 1781. június 12.                                                                         | FÜGG                                                                                     | | nem volt                                                                                 | nem volt                                                                                 |
| 4                                                                                        |                                                                                          | Thomas Nelson, Jr.                                                                       | 1781. június 12.                                                                         | 1781. november 22.                                                                       | FÜGG                                                                                     | | nem volt                                                                                 | nem volt                                                                                 |
| –                                                                                        |                                                                                          | David Jameson                                                                            | 1781. november 22.                                                                       | 1781. december 1.                                                                        | FÜGG                                                                                     | helyettesként | nem volt                                                                                 | nem volt                                                                                 |
| 5                                                                                        |                                                                                          | Benjamin Harrison V                                                                      | 1781. december 1.                                                                        | 1784. december 1.                                                                        | FÜGG                                                                                     | | nem volt                                                                                 | nem volt                                                                                 |
| 6                                                                                        |                                                                                          | Patrick Henry                                                                            | 1784. december 1.                                                                        | 1786. december 1.                                                                        | FÜGG                                                                                     | | nem volt                                                                                 | nem volt                                                                                 |
| 7                                                                                        |                                                                                          | Edmund Randolph                                                                          | 1786. december 1.                                                                        | 1788. december 1.                                                                        | FÜGG                                                                                     | Az Egyesült Államok államtitkára (1794–1795) Az Egyesült Államok igazságügyi államtitkára (1789–1794) | nem volt                                                                                 | nem volt                                                                                 |
| 8                                                                                        |                                                                                          | Beverley Randolph                                                                        | 1788. december 1.                                                                        | 1791. december 1.                                                                        | FÜGG                                                                                     | Az Egyesült Államok igazságügyi államtitkára (1794–1795) | nem volt                                                                                 | nem volt                                                                                 |
| 9                                                                                        |                                                                                          | Henry Lee III                                                                            | 1791. december 1.                                                                        | 1794. december 1.                                                                        |                                                                                          | Az Egyesült Államok képviselőházának tagja (1799–1801) | nem volt                                                                                 | nem volt                                                                                 |
| 10                                                                                       |                                                                                          | Robert Brooke                                                                            | 1794. december 1.                                                                        | 1796. december 1.                                                                        |                                                                                          | | nem volt                                                                                 | nem volt                                                                                 |
| 11                                                                                       |                                                                                          | James Wood                                                                               | 1796. december 1.                                                                        | 1799. december 7.                                                                        |                                                                                          | | nem volt                                                                                 | nem volt                                                                                 |
| –                                                                                        |                                                                                          | Hardin Burnley                                                                           | 1799. december 7.                                                                        | 1799. december 11.                                                                       | FÜGG                                                                                     | | nem volt                                                                                 | nem volt                                                                                 |
| –                                                                                        |                                                                                          | John Pendleton, Jr.                                                                      | 1799. december 11.                                                                       | 1799. december 19.                                                                       | FÜGG                                                                                     | | nem volt                                                                                 | nem volt                                                                                 |
| 12                                                                                       |                                                                                          | James Monroe                                                                             | 1799. december 19.                                                                       | 1802. december 1.                                                                        |                                                                                          | Az Egyesült Államok szenátusának tagja (1790–1794) Az Egyesült Államok-t képviselő miniszter Franciaországban (1794–1796) Az Egyesült Államok-t képviselő miniszter az Egyesült Királyságban (1803–1808) Az Egyesült Államok államtitkára (1811–1817) Az Egyesült Államok háborús államtitkára (1814–1815) Az Amerikai Egyesült Államok 5. elnöke (1817–1825) | nem volt                                                                                 | nem volt                                                                                 |
| 13                                                                                       |                                                                                          | John Page                                                                                | 1802. december 1.                                                                        | 1805. december 7.                                                                        |                                                                                          | Az Egyesült Államok képviselőházának tagja (1789–1797) | nem volt                                                                                 | nem volt                                                                                 |
| 14                                                                                       |                                                                                          | William H. Cabell                                                                        | 1805. december 7.                                                                        | 1808. december 1.                                                                        |                                                                                          | | nem volt                                                                                 | nem volt                                                                                 |
| 15                                                                                       |                                                                                          | John Tyler, Sr.                                                                          | 1808. december 1.                                                                        | 1811. január 15.                                                                         |                                                                                          | | nem volt                                                                                 | nem volt                                                                                 |
| —                                                                                        |                                                                                          | George William Smith                                                                     | 1811. január 15.                                                                         | 1811. január 19.                                                                         |                                                                                          | helyettesként | nem volt                                                                                 | nem volt                                                                                 |
| 16                                                                                       |                                                                                          | James Monroe                                                                             | 1811. január 19.                                                                         | 1811. április 3.                                                                         |                                                                                          | Az Egyesült Államok szenátusának tagja (1790–1794) Az Egyesült Államok-t képviselő miniszter Franciaországban (1794–1796) Az Egyesült Államokat képviselő miniszter az Egyesült Királyságban (1803–1808) Az Egyesült Államok államtitkára (1811–1817) Az Egyesült Államok háborús államtitkára (1814-1815) Az Amerikai Egyesült Államok 5. elnöke (1817–1825) | nem volt                                                                                 | nem volt                                                                                 |
| 17                                                                                       |                                                                                          | George William Smith                                                                     | 1811. április 3.                                                                         | 1811. december 27.                                                                       |                                                                                          | helyettesként | nem volt                                                                                 | nem volt                                                                                 |
| N/A                                                                                      |                                                                                          | Peyton Randolph                                                                          | 1811. december 27.                                                                       | 1812. január 3.                                                                          |                                                                                          | helyettesként | nem volt                                                                                 | nem volt                                                                                 |
| 18                                                                                       |                                                                                          | James Barbour                                                                            | 1812. január 3.                                                                          | 1814. december 1.                                                                        |                                                                                          | Az Egyesült Államok szenátusának tagja (1815–1825) Az Egyesült Államok Szenátusának pro tempore elnöke (1819) Az Egyesült Államok háborús államtitkára (1825–1828) Az Egyesült Államok nagykövete az Egyesült Királyságban (1828–1829) | nem volt                                                                                 | nem volt                                                                                 |
| 19                                                                                       |                                                                                          | Wilson Cary Nicholas                                                                     | 1814. december 1.                                                                        | 1816. december 1.                                                                        |                                                                                          | Az Egyesült Államok szenátusának tagja (1799–1804) Az Egyesült Államok képviselőházának tagja (1807–1809) | nem volt                                                                                 | nem volt                                                                                 |
| 20                                                                                       |                                                                                          | James Patton Preston                                                                     | 1816. december 1.                                                                        | December 1, 1819                                                                         |                                                                                          | | nem volt                                                                                 | nem volt                                                                                 |
| 21                                                                                       |                                                                                          | Thomas Mann Randolph, Jr.                                                                | 1819. december 1.                                                                        | 1819. december 1.                                                                        |                                                                                          | Az Egyesült Államok képviselőházának tagja (1803–1807) | nem volt                                                                                 | nem volt                                                                                 |
| 22                                                                                       |                                                                                          | James Pleasants                                                                          | 1822. december 1.                                                                        | 1825. december 10.                                                                       |                                                                                          | Az Egyesült Államok képviselőházának tagja (1811–1819) Az Egyesült Államok szenátusának tagja (1819–1822) | nem volt                                                                                 | nem volt                                                                                 |
| 23                                                                                       |                                                                                          | John Tyler                                                                               | 1825. december 10.                                                                       | 1827. március 4.                                                                         |                                                                                          | Az Egyesült Államok képviselőházának tagja (1816–1821) Az Egyesült Államok szenátusának tagja (1827–1836) Az Egyesült Államok Szenátusának pro tempore elnöke (1835) Az Amerikai Egyesült Államok 10. alelnöke (1841) Az Amerikai Egyesült Államok 10. elnöke (1841–1845)                                                                                     | nem volt                                                                                 | nem volt                                                                                 |
| 24                                                                                       |                                                                                          | William Branch Giles                                                                     | 1827. március 4.                                                                         | 1830. március 4.                                                                         |                                                                                          | Az Egyesült Államok képviselőházának tagja (1790–1798; 1801–1803) Az Egyesült Államok szenátusának tagja (1804–1815) | nem volt                                                                                 | nem volt                                                                                 |
| 25                                                                                       |                                                                                          | John Floyd                                                                               | 1830. március 4.                                                                         | 1834. március 31.                                                                        |                                                                                          | Az Egyesült Államok képviselőházának tagja (1817–1829) | nem volt                                                                                 | nem volt                                                                                 |
| 26                                                                                       |                                                                                          | Littleton Waller Tazewell                                                                | 1834. március 31.                                                                        | 1836. április 30.                                                                        |                                                                                          | Az Egyesült Államok képviselőházának tagja (1800–1801) Az Egyesült Államok szenátusának tagja (1824–1832) Az Egyesült Államok Szenátusának pro tempore elnöke (1832) | nem volt                                                                                 | nem volt                                                                                 |
| —                                                                                        |                                                                                          | Wyndham Robertson                                                                        | 1836. április 30.                                                                        | 1837. március 31.                                                                        |                                                                                          | helyettesként | nem volt                                                                                 | nem volt                                                                                 |
| 27                                                                                       |                                                                                          | David Campbell                                                                           | 1837. március 31.                                                                        | 1840. március 31.                                                                        |                                                                                          | | nem volt                                                                                 | nem volt                                                                                 |
| 28                                                                                       |                                                                                          | Thomas Walker Gilmer                                                                     | 1840. március 31.                                                                        | 1841. március 20.                                                                        |                                                                                          | Az Egyesült Államok képviselőházának tagja (1841–1844) Az Egyesült Államok tengerészeti államtitkára (1844) | nem volt                                                                                 | nem volt                                                                                 |
| —                                                                                        |                                                                                          | John M. Patton                                                                           | 1841. március 20.                                                                        | 1841. március 31.                                                                        |                                                                                          | helyettesként Az Egyesült Államok képviselőházának tagja (1830–1838) | nem volt                                                                                 | nem volt                                                                                 |
| —                                                                                        |                                                                                          | John Rutherfoord                                                                         | 1841. március 31.                                                                        | 1842. március 31.                                                                        |                                                                                          | helyettesként | nem volt                                                                                 | nem volt                                                                                 |
| —                                                                                        |                                                                                          | John Munford Gregory                                                                     | 1842. március 31.                                                                        | 1843. január 1.                                                                          |                                                                                          | helyettesként | nem volt                                                                                 | nem volt                                                                                 |
| 29                                                                                       |                                                                                          | James McDowell                                                                           | 1843. január 1.                                                                          | 1846. január 1.                                                                          |                                                                                          | Az Egyesült Államok képviselőházának tagja (1846–1851) | nem volt                                                                                 | nem volt                                                                                 |
| 30                                                                                       |                                                                                          | William "Extra Billy" Smith                                                              | 1846. január 1.                                                                          | 1849. január 1.                                                                          |                                                                                          | Az Egyesült Államok képviselőházának tagja (1841–1843; 1853–1861) | nem volt                                                                                 | nem volt                                                                                 |
| 31                                                                                       |                                                                                          | John B. Floyd                                                                            | 1849. január 1.                                                                          | 1852. január 16.                                                                         |                                                                                          | Az Egyesült Államok tengerészeti államtitkára (1857–1860) | nem volt                                                                                 | nem volt                                                                                 |
| 32                                                                                       |                                                                                          | Joseph Johnson                                                                           | 1852. január 16.                                                                         | 1856. január 1.                                                                          |                                                                                          | Az első közvetlenül választott kormányzó Az Egyesült Államok képviselőházának tagja (1823–1825; 1833; 1835–1841; 1845–1847) | Shelton Leake                                                                            |                                                                                          |
| 33                                                                                       |                                                                                          | Henry A. Wise                                                                            | 1856. január 1.                                                                          | 1860. január 1.                                                                          |                                                                                          | Az Egyesült Államok képviselőházának tagja (1833–1844) Az Egyesült Államok-t képviselő miniszter Brazíliában (1844–1847) | Elisha W. McComas (1856–1857)                                                            | FÜGG                                                                                     |
| 33                                                                                       | William Lowther Jackson                                                                  | Henry A. Wise                                                                            | 1856. január 1.                                                                          | 1860. január 1.                                                                          |                                                                                          | Az Egyesült Államok képviselőházának tagja (1833–1844) Az Egyesült Államok-t képviselő miniszter Brazíliában (1844–1847) |                                                                                          |                                                                                          |
| 34                                                                                       |                                                                                          | John Letcher                                                                             | 1860. január 1.                                                                          | 1864. január 1.                                                                          |                                                                                          | Az Egyesült Államok képviselőházának tagja (1851–1859) | Robert Latane Montague (1860–1864)                                                       | FÜGG                                                                                     |
| 34                                                                                       | Daniel Polsley (1861–1863)                                                               | John Letcher                                                                             | 1860. január 1.                                                                          | 1864. január 1.                                                                          |                                                                                          | Az Egyesült Államok képviselőházának tagja (1851–1859) |                                                                                          |                                                                                          |
| 34                                                                                       | Leopold Copeland Parker Cowper (1863-1865)                                               | John Letcher                                                                             | 1860. január 1.                                                                          | 1864. január 1.                                                                          |                                                                                          | Az Egyesült Államok képviselőházának tagja (1851–1859) |                                                                                          |                                                                                          |
| 35                                                                                       |                                                                                          | William "Extra Billy" Smith                                                              | 1864. január 1.                                                                          | 1865. május 9.                                                                           |                                                                                          | Az Egyesült Államok képviselőházának tagja (1841–1843; 1853–1861) | Samuel Price                                                                             |                                                                                          |
| —                                                                                        |                                                                                          | Francis Harrison Pierpont                                                                | 1865. május 9.                                                                           | 1868. április 4.                                                                         |                                                                                          | Az Unió részéről kormányzó, de hivatalát a polgárháború miatt nem tudta elfoglalni. | Leopold Copeland Parker Cowper                                                           |                                                                                          |
| —                                                                                        |                                                                                          | Henry H. Wells                                                                           | 1868. április 4.                                                                         | 1869. szeptember 21.                                                                     |                                                                                          | Kinevezett kormányzó | Leopold Copeland Parker Cowper                                                           |                                                                                          |
| 36                                                                                       |                                                                                          | Gilbert Carlton Walker                                                                   | 1869. szeptember 21.                                                                     | 1874. január 1.                                                                          |                                                                                          | Kinevezett, majd később megválasztott kormányzó Az Egyesült Államok képviselőházának tagja (1875–1879) | John F. Lewis (1869-1870)                                                                |                                                                                          |
| 36                                                                                       | John Lawrence Marye, Jr. (1870–1874)                                                     | Gilbert Carlton Walker                                                                   | 1869. szeptember 21.                                                                     | 1874. január 1.                                                                          | FÜGG                                                                                     | Kinevezett, majd később megválasztott kormányzó Az Egyesült Államok képviselőházának tagja (1875–1879) |                                                                                          |                                                                                          |
| 37                                                                                       |                                                                                          | James L. Kemper                                                                          | 1874. január 1.                                                                          | 1878. január 1.                                                                          |                                                                                          | | Robert E. Withers (1874–1875)                                                            |                                                                                          |
| 37                                                                                       | Henry Wirtz Thomas (1875–1878)                                                           | James L. Kemper                                                                          | 1874. január 1.                                                                          | 1878. január 1.                                                                          |                                                                                          | |                                                                                          |                                                                                          |
| 38                                                                                       |                                                                                          | Frederick W. M. Holliday                                                                 | 1878. január 1.                                                                          | 1882. január 1.                                                                          |                                                                                          | | James A. Walker                                                                          |                                                                                          |
| 39                                                                                       |                                                                                          | William E. Cameron                                                                       | 1882. január 1.                                                                          | 1886. január 1.                                                                          |                                                                                          | | John F. Lewis                                                                            |                                                                                          |
| 40                                                                                       |                                                                                          | Fitzhugh Lee                                                                             | 1886. január 1.                                                                          | 1890. január 1.                                                                          |                                                                                          | | John Edward "Parson" Massey                                                              |                                                                                          |
| 41                                                                                       |                                                                                          | Philip W. McKinney                                                                       | 1890. január 1.                                                                          | 1894. január 1.                                                                          |                                                                                          | | James Hoge Tyler                                                                         |                                                                                          |
| 42                                                                                       |                                                                                          | Charles Triplett O'Ferrall                                                               | 1894. január 1.                                                                          | 1898. január 1.                                                                          |                                                                                          | Az Egyesült Államok képviselőházának tagja (1884–1893) | Robert Craig Kent                                                                        |                                                                                          |
| 43                                                                                       |                                                                                          | James Hoge Tyler                                                                         | 1898. január 1.                                                                          | 1902. január 1.                                                                          |                                                                                          | | Edward Echols                                                                            |                                                                                          |
| 44                                                                                       |                                                                                          | Andrew Jackson Montague                                                                  | 1902. január 1.                                                                          | 1906. február 1.                                                                         |                                                                                          | Az Egyesült Államok képviselőházának tagja (1913–1937) | Joseph Edward Willard                                                                    |                                                                                          |
| 45                                                                                       |                                                                                          | Claude A. Swanson                                                                        | 1906. február 1.                                                                         | 1910. február 10.                                                                        |                                                                                          | Az Egyesült Államok képviselőházának tagja (1893–1906) Az Egyesült Államok szenátusának tagja (1910–1933) Az Egyesült Államok tengerészeti államtitkára (1933–1939) | James Taylor Ellyson                                                                     |                                                                                          |
| 46                                                                                       |                                                                                          | William Hodges Mann                                                                      | 1910. február 10.                                                                        | 1914. február 1.                                                                         |                                                                                          | | James Taylor Ellyson                                                                     |                                                                                          |
| 47                                                                                       |                                                                                          | Henry Carter Stuart                                                                      | 1914. február 1.                                                                         | 1918. február 1.                                                                         |                                                                                          | | James Taylor Ellyson                                                                     |                                                                                          |
| 48                                                                                       |                                                                                          | Westmoreland Davis                                                                       | 1918. február 1.                                                                         | 1922. február 1.                                                                         |                                                                                          | | Benjamin Franklin Buchanan                                                               |                                                                                          |
| 49                                                                                       |                                                                                          | Elbert Lee Trinkle                                                                       | 1922. február 1.                                                                         | 1926. február 1.                                                                         |                                                                                          | | Junius Edgar West                                                                        |                                                                                          |
| 50                                                                                       |                                                                                          | Harry F. Byrd                                                                            | 1926. február 1.                                                                         | 1930. január 15.                                                                         |                                                                                          | Az Egyesült Államok szenátusának tagja (1933–1935) | Junius Edgar West                                                                        |                                                                                          |
| 51                                                                                       |                                                                                          | John Garland Pollard                                                                     | 1930. január 15.                                                                         | 1934. január 17.                                                                         |                                                                                          | | James H. Price                                                                           |                                                                                          |
| 52                                                                                       |                                                                                          | George C. Peery                                                                          | 1934. január 17.                                                                         | 1938. január 15.                                                                         |                                                                                          | Az Egyesült Államok képviselőházának tagja (1923–1929) | James H. Price                                                                           |                                                                                          |
| 53                                                                                       |                                                                                          | James H. Price                                                                           | 1938. január 15.                                                                         | 1942. január 21.                                                                         |                                                                                          | | Saxon Winston Holt (1938-1940)                                                           |                                                                                          |
| 53                                                                                       | Széküresedés                                                                             | James H. Price                                                                           | 1938. január 15.                                                                         | 1942. január 21.                                                                         |                                                                                          | |                                                                                          |                                                                                          |
| 54                                                                                       |                                                                                          | Colgate Darden                                                                           | 1942. január 21.                                                                         | 1946. január 16.                                                                         |                                                                                          | Az Egyesült Államok képviselőházának tagja (1933–1941) | William M. Tuck                                                                          |                                                                                          |
| 55                                                                                       |                                                                                          | William M. Tuck                                                                          | 1946. január 16.                                                                         | 1950. január 18.                                                                         |                                                                                          | Az Egyesült Államok képviselőházának tagja (1953–1969) | Lewis Preston Collins II (1946-1952)                                                     |                                                                                          |
| 56                                                                                       |                                                                                          | John S. Battle                                                                           | 1950. január 18.                                                                         | 1954. január 20.                                                                         |                                                                                          | | Lewis Preston Collins II (1946-1952)                                                     |                                                                                          |
| 56                                                                                       | Allie Edward Stokes Stephens                                                             | John S. Battle                                                                           | 1950. január 18.                                                                         | 1954. január 20.                                                                         |                                                                                          | |                                                                                          |                                                                                          |
| 57                                                                                       |                                                                                          | Thomas Bahnson Stanley                                                                   | 1954. január 20.                                                                         | 1958. január 11.                                                                         |                                                                                          | Az Egyesült Államok képviselőházának tagja (1946–1953) |                                                                                          |                                                                                          |
| 58                                                                                       |                                                                                          | James Lindsay Almond, Jr.                                                                | 1958. január 11.                                                                         | 1962. január 13.                                                                         |                                                                                          | Az Egyesült Államok képviselőházának tagja (1946–1948) |                                                                                          |                                                                                          |
| 59                                                                                       |                                                                                          | Albertis S. Harrison, Jr.                                                                | 1962. január 13.                                                                         | 1966. január 15.                                                                         |                                                                                          | | Mills E. Godwin, Jr.                                                                     |                                                                                          |
| 60                                                                                       |                                                                                          | Mills E. Godwin, Jr.                                                                     | 1966. január 15.                                                                         | 1970. január 17.                                                                         |                                                                                          | | Fred G. Pollard                                                                          |                                                                                          |
| 61                                                                                       |                                                                                          | A. Linwood Holton, Jr.                                                                   | 1970. január 17.                                                                         | 1974. január 12.                                                                         |                                                                                          | | J. Sargeant Reynolds (1970–1971)                                                         |                                                                                          |
| 61                                                                                       | Henry Howell (1971–1974)                                                                 | A. Linwood Holton, Jr.                                                                   | 1970. január 17.                                                                         | 1974. január 12.                                                                         |                                                                                          | |                                                                                          |                                                                                          |
| 62                                                                                       |                                                                                          | Mills E. Godwin, Jr.                                                                     | 1974. január 12.                                                                         | 1978. január 18.                                                                         |                                                                                          | | John N. Dalton                                                                           |                                                                                          |
| 63                                                                                       |                                                                                          | John N. Dalton                                                                           | 1978. január 18.                                                                         | 1982. január 16.                                                                         |                                                                                          | | Chuck Robb                                                                               |                                                                                          |
| 64                                                                                       |                                                                                          | Chuck Robb                                                                               | 1982. január 16.                                                                         | 1986. január 18.                                                                         |                                                                                          | Az Egyesült Államok szenátusának tagja (1989–2001) | Richard Joseph Davis                                                                     |                                                                                          |
| 65                                                                                       |                                                                                          | Gerald L. Baliles                                                                        | 1986. január 18.                                                                         | 1990. január 13.                                                                         |                                                                                          | | Douglas Wilder                                                                           |                                                                                          |
| 66                                                                                       |                                                                                          | Douglas Wilder                                                                           | 1990. január 13.                                                                         | 1994. január 15.                                                                         |                                                                                          | | Don Beyer                                                                                |                                                                                          |
| 67                                                                                       |                                                                                          | George Allen                                                                             | 1994. január 15.                                                                         | 1998. január 17.                                                                         |                                                                                          | Az Egyesült Államok képviselőházának tagja (1991–1993) Az Egyesült Államok szenátusának tagja (2001–2007) | Don Beyer                                                                                |                                                                                          |
| 68                                                                                       |                                                                                          | Jim Gilmore                                                                              | 1998. január 17.                                                                         | 2002. január 12.                                                                         |                                                                                          | | John H. Hager                                                                            |                                                                                          |
| 69                                                                                       |                                                                                          | Mark Warner                                                                              | 2002. január 12.                                                                         | 2006. január 14.                                                                         |                                                                                          | Az Egyesült Államok szenátusának tagja (2009–hivatalban) | Tim Kaine                                                                                |                                                                                          |
| 70                                                                                       |                                                                                          | Tim Kaine                                                                                | 2006. január 14.                                                                         | 2010. január 16.                                                                         |                                                                                          | Az Egyesült Államok szenátusának tagja (2013–hivatalban) 2016-os demokrata alelnökjelölt | Bill Bolling                                                                             |                                                                                          |
| 71                                                                                       |                                                                                          | Bob McDonnell                                                                            | 2010. január 16.                                                                         | 2014. január 11.                                                                         |                                                                                          | | Bill Bolling                                                                             |                                                                                          |
| 72                                                                                       |                                                                                          | Terry McAuliffe                                                                          | 2014. január 11.                                                                         | 2018. január 13.                                                                         |                                                                                          | | Ralph Northam                                                                            |                                                                                          |
| 73                                                                                       |                                                                                          | Ralph Northam                                                                            | 2018. január 13.                                                                         | 2022. január 15.                                                                         |                                                                                          | Virginia alkormányzója (2014–2018) | Justin Fairax                                                                            |                                                                                          |
| 74                                                                                       |                                                                                          | Glenn Youngkin                                                                           | 2022. január 15.                                                                         |                                                                                          |                                                                                          | | Winsome Sears                                                                            |                                                                                          |